# Rue de Courty
La rue de Courty est une voie du 7e arrondissement de Paris, en France.

## Situation et accès

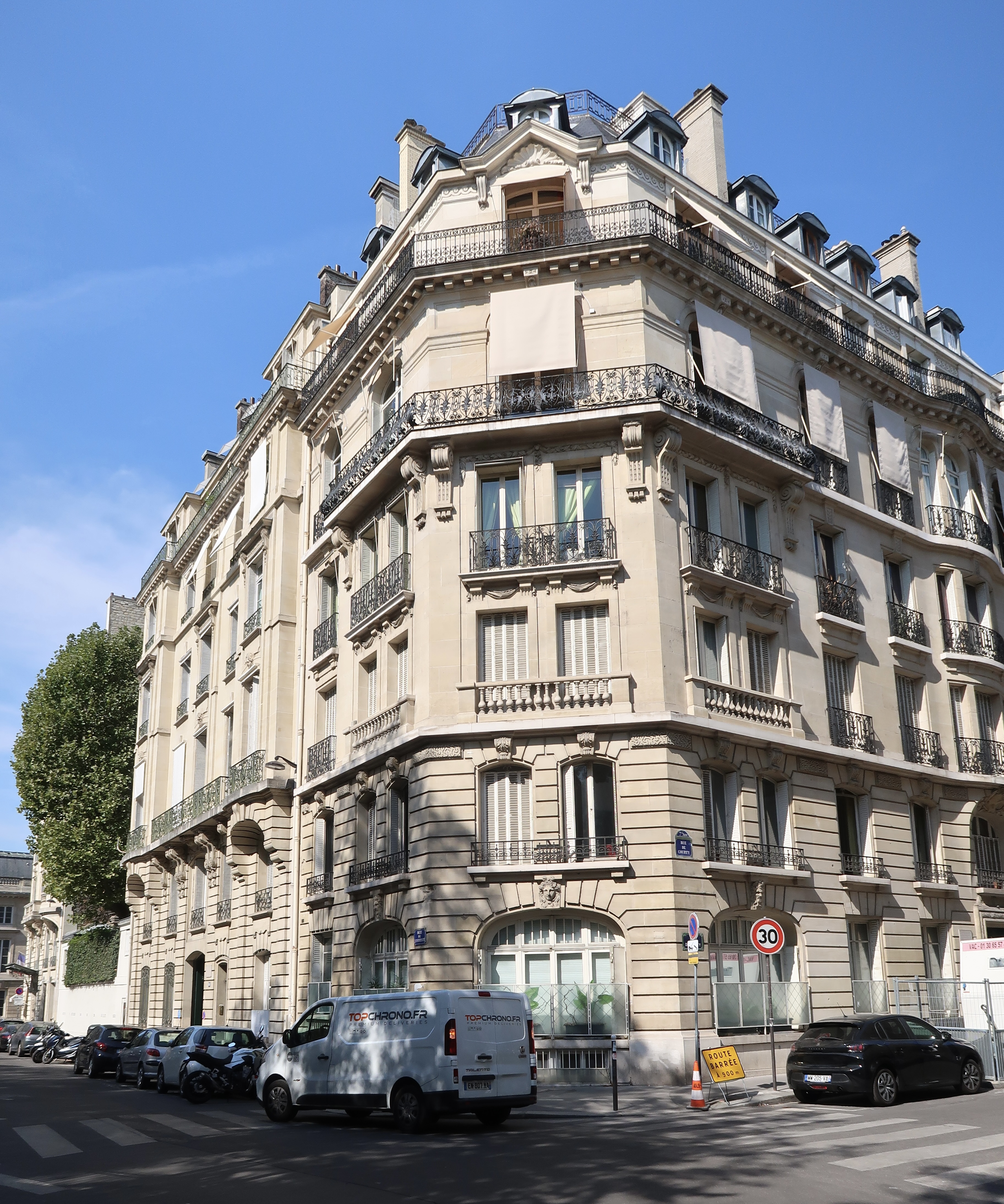
No 8, au croisement avec la rue de l'Université.

La rue de Courty est une voie située dans le 7e arrondissement de Paris. Elle débute au 237, boulevard Saint-Germain et se termine au 104, rue de l'Université.

## Origine du nom
Elle porte le nom du propriétaire des terrains, M. Courty, sur lesquels la voie fut ouverte.

## Historique
Cette rue ouverte en 1777 est classée dans la voirie parisienne et dénommée par lettres patentes du 29 septembre 1780.
Le 7 juin 1918, durant la Première Guerre mondiale, un obus lancé par la Grosse Bertha explose au no 1 rue de Courty .

## Bâtiments remarquables et lieux de mémoire
- André Siegfried vécut au no 8, de 1913 à sa mort ; une plaque lui rend hommage.
- De l'autre côté de la porte, une deuxième plaque rappelle le souvenir de Marcel Achard, qui vécut également ici.
- Dans sa jeunesse, le parfumeur Frédéric Malle vécut au no 8, dans l'ancien appartement de la famille de Jean-Paul Guerlain[2].
- En 1941, la résistante Marie-Madeleine Fourcade (1909-1989) y habite deux ans[3].

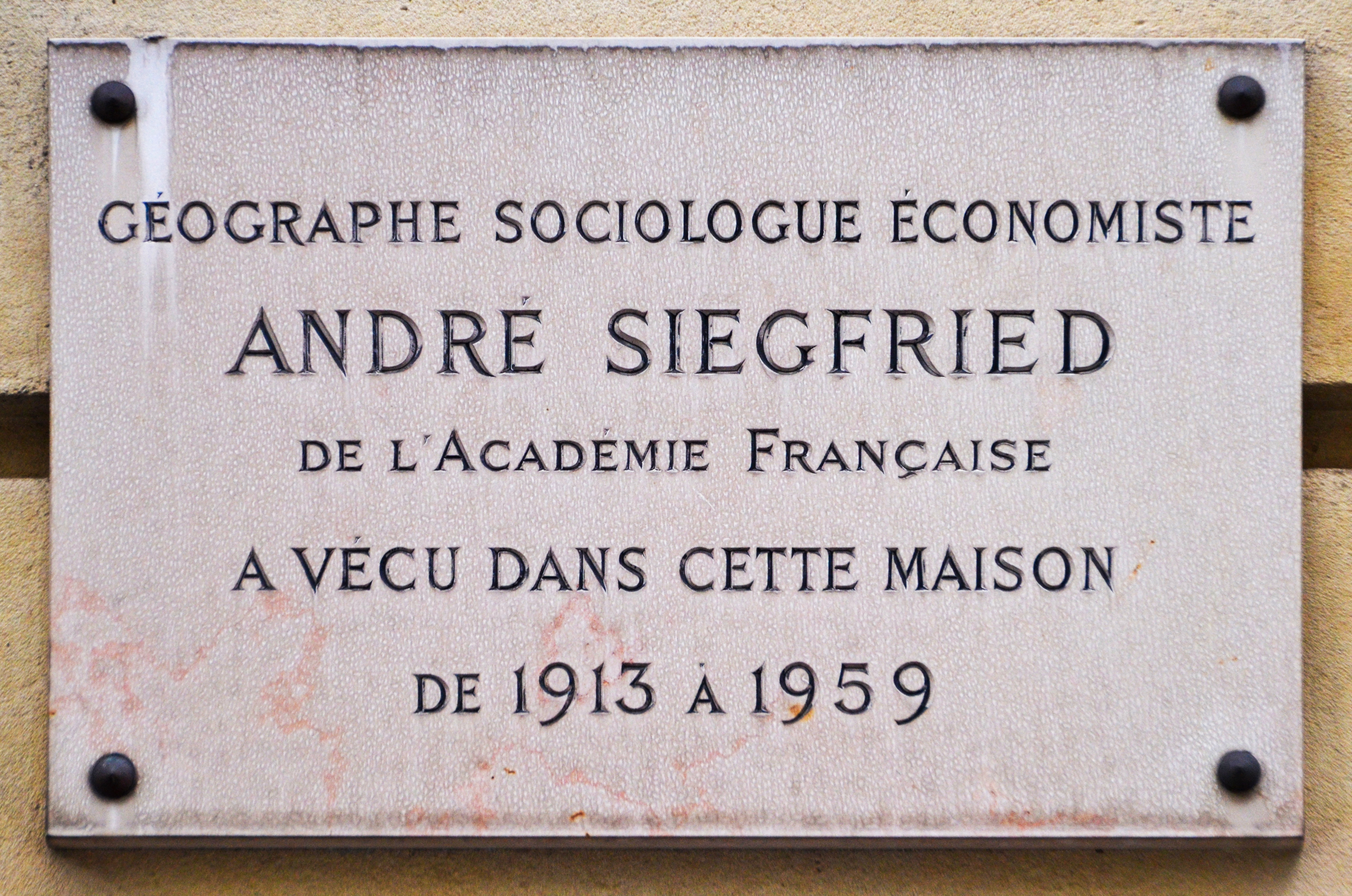
Plaque en mémoire d'André Siegfried.
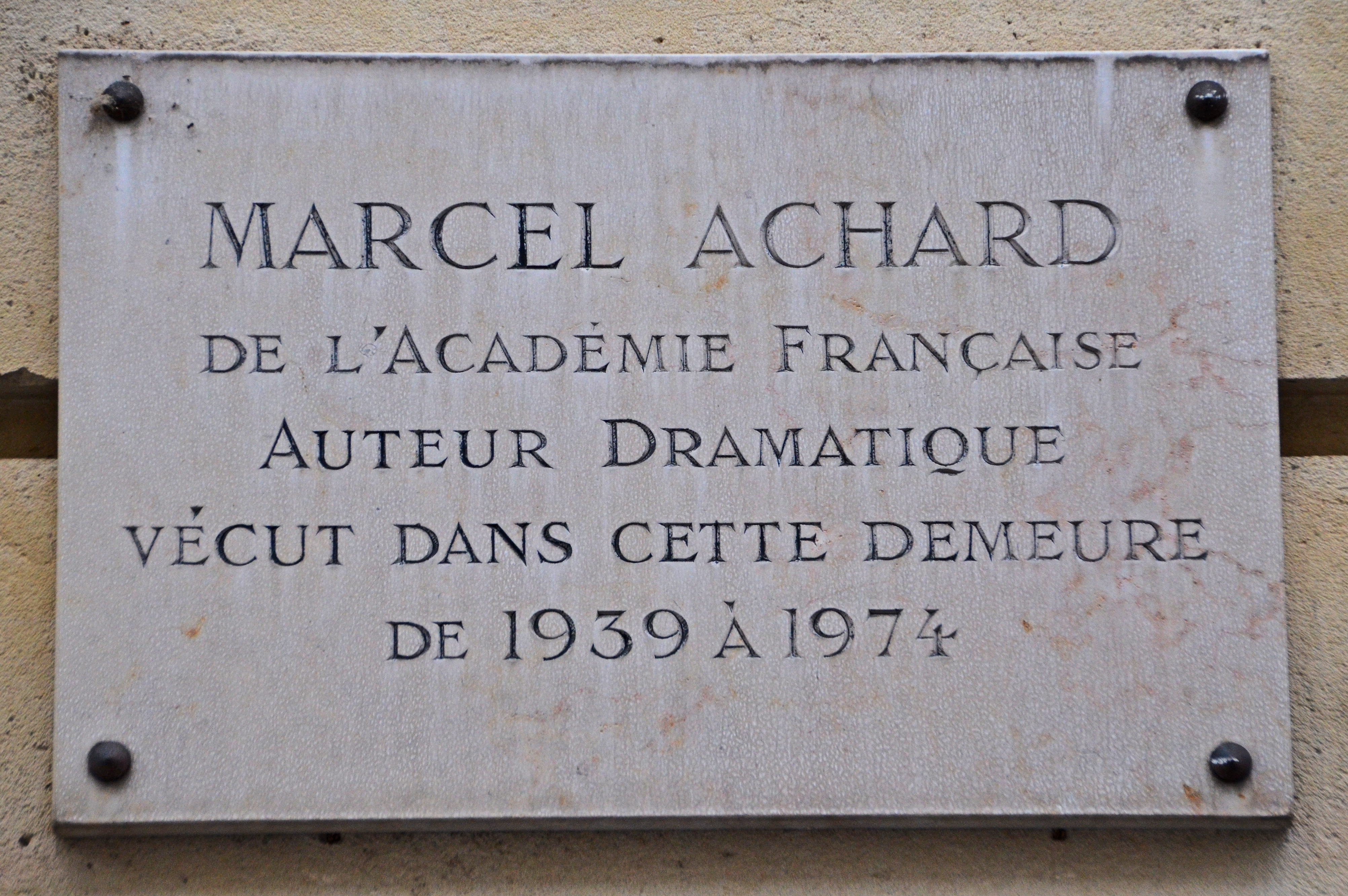
Plaque en mémoire de Marcel Achard.